# Губаревич, Юрий Иванович
Юрий Иванович Губаревич (бел. Юрый Іванавіч Губарэвіч; род. 23 февраля 1978 года, Белоозёрск, Березовский район, Брестская область, БССР) — белорусский политик. Ответственный в НАУ за региональное развитие.

## Биография
Родился 23 февраля 1978 года в городе Белоозёрск. Родители — инженеры-строители.
В 2000 году окончил энергетический факультет Белорусской государственной политехнической академии по специальности электротехника. В 2003 году получил степень магистра государственного управления во Львовском областном институте государственного управления Академии государственного управления при Президенте Украины.

## Политическая деятельность
В 1996—1998 году был одним из организаторов «Молодого фронта», членом его Центрального совета. В 1998—1999 годах — ответственный секретарь Белорусского студенческого профсоюза «Солидарность». С 1999 по 2000 год был региональным координатором Молодёжного информационного центра.
Вернулся в Белоозёрск. Вместе с другими активистами на местных выборах 2003 года они выдвинули кандидатов в большинство округов и победили. Демократы получили большинство, а Губаревич как лидер этой группы стал заместителем председателя Белоозёрского городского совета в марте-декабре 2003 года. Лишен своего поста после довыборов. До 2007 года был депутатом Белоозерского городского Совета депутатов. В 2003—2004 годах являлся региональным представителем по Брестской области ЗАО АНК «Белроснефтехимресурс».
В 2003—2008 годах — председатель Брестской областной организации Партии БНФ. В 2004—2005 годах был директором, заместителем директора рекламно-издательского частного унитарного предприятия «Полард». В 2004 году баллотировался в Палату представителей Национального собрания Республики Беларусь. С 2006 года — заместитель директора аналитического отдела Международного аналитического и информационного агентства «Европейская волна». В 2006 году был доверенным лицом и руководителем Брестского регионального штаба единого кандидата в президенты от объединённых демократических сил Александра Милинкевича.
В 2007—2009 годах был заместителем председателя Партии БНФ. В 2007 году избран заместителем председателя Движения «За Свободу» на его учредительном собрании. В 2008 году баллотировался в Палату представителей Национального собрания Республики Беларусь.
В 2012 году был избран первым заместителем председателя Движения «За Свободу», в октябре 2016 года стал председателем движения. В 2016 году баллотировался в Палату представителей Беларуси от Калиновского избирательного округа № 108 в Минске.
В 2017 году принимал активное участие в «Маршах тунеядцев» в Минске (17 февраля) и Молодечно (10 марта). После митинга в Молодечно его грубо задержали и приговорили 11 марта к 15 суткам административного ареста по обвинению в организации несанкционированного шествия «Я не дармоед». В 2018 году участвовал в выборах в Минский городской совет, победил провластного кандидата на одном из избирательных участков, на котором было организовано независимое наблюдение, однако общей победы не одержал.

### Выдвижение в кандидаты на пост Президента Республики Беларусь
Участник президентской избирательной кампании 2020 года. Принимал участие в праймериз по определению единого кандидата от оппозиции: лидировал после первого этапа (голосование на встречах с избирателями в регионах), на втором этапе (онлайн-голосование) занял второе место, решающий третий этап (Конгресс демократических сил) не состоялся из-за эпидемии COVID-19.
19 июня 2020 года осужден на 15 суток ареста за проведение 7 июня в Минске пикета по сбору подписей граждан за выдвижение кандидатом в президенты: суд посчитал это несанкционированным массовым мероприятием, не связанным со сбором подписей. Юрий Губаревич снялся с выборов, отметив в специальном заявлении, что в избирательной кампании «нет никаких остатков верховенства закона».
Во время протестов 2020 года в Беларуси стал членом Координационного совета по организации процесса преодоления политического кризиса. 2 сентября 2020 года был допрошен в Следственном комитете как свидетель по уголовному делу о создании и деятельности совета. После допроса Юрий Губаревич передал в Следственный комитет заявление о возбуждении дела по ч. 3 ст. 357 Уголовного кодекса (Заговор или иные действия, совершенные с целью захвата государственной власти, повлекшие гибель людей либо сопряженные с убийством) в отношении «гражданина Александра Лукашенко, который до 9 августа занимал должность президента Республики Беларусь». Как отмечается в заявлении, этот гражданин «мог иметь непосредственное отношение к заказу и организации масштабных фальсификаций результатов голосования на выборах президента, которые проявились в подделках протоколов, недопуске наблюдателей и других фактах фальсификаций избирательного процесса».

## Личная жизнь
Женат. Имеет двух дочерей. Супруга работает проектным менеджером в IT-компании.